# Aviation lituanienne dans l'entre-deux-guerres
 (mai 2023).
La mise en forme du texte ne suit pas les recommandations de Wikipédia : il faut le « wikifier ».
Les points d'amélioration suivants sont les cas les plus fréquents. Le détail des points à revoir est peut-être précisé sur la page de discussion.
- Les titres sont pré-formatés par le logiciel. Ils ne sont ni en capitales, ni en gras.
- Le texte ne doit pas être écrit en capitales (les noms de famille non plus), ni en gras, ni en italique, ni en « petit »…
- Le gras n'est utilisé que pour surligner le titre de l'article dans l'introduction, une seule fois.
- L'italique est rarement utilisé : mots en langue étrangère, titres d'œuvres, noms de bateaux, etc.
- Les citations ne sont pas en italique mais en corps de texte normal. Elles sont entourées par des guillemets français : « et ».
- Les listes à puces sont à éviter, des paragraphes rédigés étant largement préférés. Les tableaux sont à réserver à la présentation de données structurées (résultats, etc.).
- Les appels de note de bas de page (petits chiffres en exposant, introduits par l'outil «  Source ») sont à placer entre la fin de phrase et le point final[comme ça].
- Les liens internes (vers d'autres articles de Wikipédia) sont à choisir avec parcimonie. Créez des liens vers des articles approfondissant le sujet. Les termes génériques sans rapport avec le sujet sont à éviter, ainsi que les répétitions de liens vers un même terme.
- Les liens externes sont à placer uniquement dans une section « Liens externes », à la fin de l'article. Ces liens sont à choisir avec parcimonie suivant les règles définies. Si un lien sert de source à l'article, son insertion dans le texte est à faire par les notes de bas de page.
- La présentation des références doit suivre les conventions bibliographiques. Il est recommandé d'utiliser les modèles {{Ouvrage}}, {{Chapitre}}, {{Article}}, {{Lien web}} et/ou {{Bibliographie}}. Le mode d'édition visuel peut mettre en forme automatiquement les références.
- Insérer une infobox (cadre d'informations à droite) n'est pas obligatoire pour parachever la mise en page.

Pour une aide détaillée, merci de consulter Aide:Wikification.
Si vous pensez que ces points ont été résolus, vous pouvez retirer ce bandeau et améliorer la mise en forme d'un autre article.
L'aviation lituanienne dans l'entre-deux-guerres recouvre l'ensemble des faits aéronautiques impliquant la Lituanie entre 1918 et 1939. Entre 1922 et 1924, les trois premiers avions en bois de fabrication lituanienne sont construits par le lieutenant général Jurgis Dobkevičius : le Dobi-I pour le sport, le Dobi-II pour la reconnaissance, et le Dobi-III pour l'aviation de chasse. À partir de 1925, l'ingénieur lituanien Antanas Gustaitis commence à fabriquer des avions nommés ANBO dans les ateliers de Karo Aviacijos Tiekimo Skyrius. Il en sera construit 66 types jusqu'en 1939.
Entre temps, en 1933, deux pilotes lituaniens émigrés aux États-Unis réalisent une traversée de l'Atlantique à bord d'un Bellanca CH-300 Pacemaker baptisé Lituanica. Il s'agit de l'un des vols les plus longs sans escale de l'époque, mais l'avion s'écrase proche de l'arrivée, probablement à cause d'une tentative d'atterrissage d'urgence causée par de mauvaises conditions météorologiques. En 1935, un autre lituanien réalise cette fois-ci la traversée sain et sauf à bord d'un avion dénommé Lituanica II en référence au vol précédent.

## Dobi
Dobi - les premiers avions de conception originale en Lituanie.
Ils ont été conçus, construits et testés par Jurgis Dobkevičius (pilote militaire lituanien. Lieutenant général de l'aviation).
Les Dobi étaient des avions en bois à aile haute. Trois modèles d'avions ont été construits: Dobi-I, Dobi-II, Dobi-III.

### Dobi-I
Dobi-I est le premier avion lituanien. Il s'agit d'un avion de sport monoplace à voilure haute en bois, construit en 1922 par Jurgis Dobkevičius. Cet avion a été testé pour la première fois début juillet de la même année, à l’aérodrome de Kaunas.
Il était un peu sous-dimensionné mais s'est avéré très efficace, bien proportionné et doté de bonnes caractéristiques aérodynamiques.
Un seul modèle de Dobi-I a été construit.
L'unique prototype Dobi-I a été endommagé de manière irréparable lors d'un accident le 1er décembre 1925.

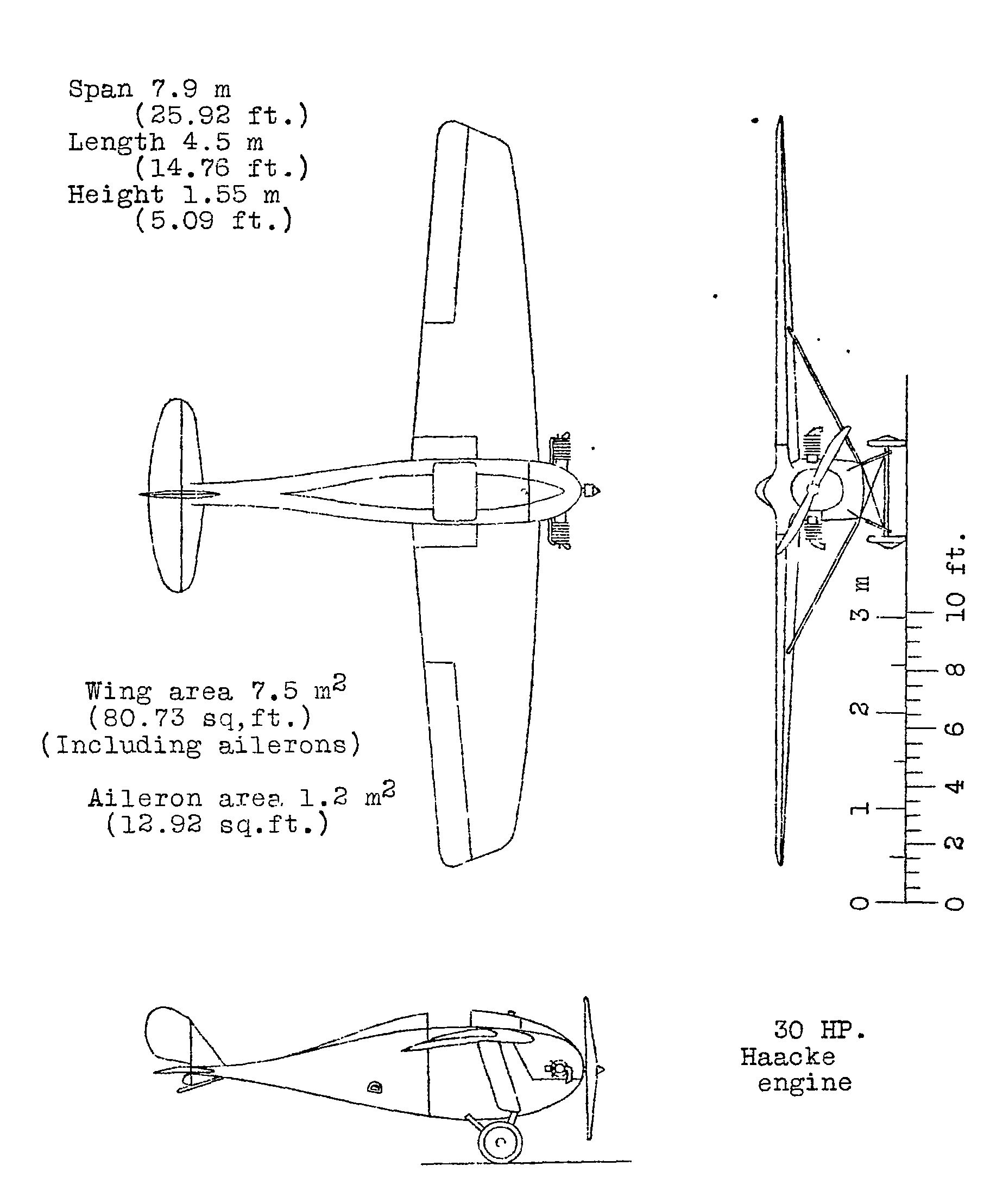
Schèma de Dobi-I 3 vues de NACA-TM-301

#### Caractéristiques
- L’équipage: 1
- Longueur: 4,5 m
- Envergure: 7,9 m
- Zone de l'aile: 7,5 m2
- Poids de l'avion vide: 167 kg
- Moteur: „Haacke” HFM-2, 30 CV
- Vitesse maximale: 175 km/h
- Vitesse de vol: 130 km/h
- Hauteur maximale: 3,8 km[4]

### Dobi-II

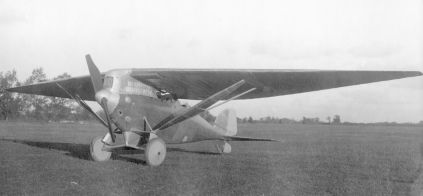
Dobi-II de J. Dobkevičius

Dobi-II est le premier avion de reconnaissance lituanien. Il s'agit d'un monoplan biplace en bois à voilure haute, conçu par Jurgis Dobkevičius en 1922. L'avion a été commencé à construire le 4 janvier 1923, testé pour la première fois le 20 octobre 1923.
Le Dobi-II a reçu des critiques très positives dans la presse étrangère, à la fois en tant qu’un avion de reconnaissance  et en tant que l'avion de tourisme. Cette création de Dobkevičius est immédiatement devenue la vedette des magazines d'aviation d'Europe occidentale en tant que l'avion le plus rapide avec ce type de moteur. Un seul modèle de Dobi-II a été construit.
Le dernier vol de Dobi-II a eu lieu en 1924 le 5 novembre, lorsque J. Dobkevičius a autorisé un autre pilote - J. Mikėnas - à voler avec Dobi-II pour la première fois. Lors de l'atterrissage, M. Mikėnas a mis l'avion trop haut en raison d'une mauvaise visibilité, a heurté le sol trop fort, a cassé le train d'atterrissage et s'est renversé. Il a été décidé de ne pas réparer l'avion gravement endommagé.

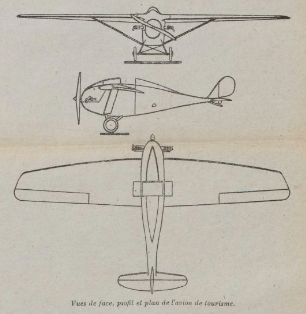
DOBI II schèma de J. Serryer, «Les avions Dobkevicius», Les Ailes, n^{o} 143, 13 mars 1924, p. 2-3,

#### Caractéristiques
- L’équipage: 1
- Longueur: 6,1 m
- Envergure: 14 m
- Zone des ailes: 22,44 m2
- Poids de l'avion vide: 840 kg
- Moteur: Benz Bz.IV, 200 CV
- Vitesse maximale: 248 km/h
- Vitesse de vol: 190 km/h
- Hauteur maximale: 9 km
- Distance de vol: 1 000 km

### Dobi-III

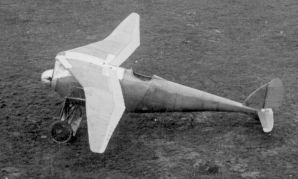
Dobi-III de J. Dobkevičius

Dobi-III est le premier chasseur lituanien, conçu et construit par Jurgis Dobkevičius. C'est un monoplan monoplace de construction en bois, achevé en novembre 1924.

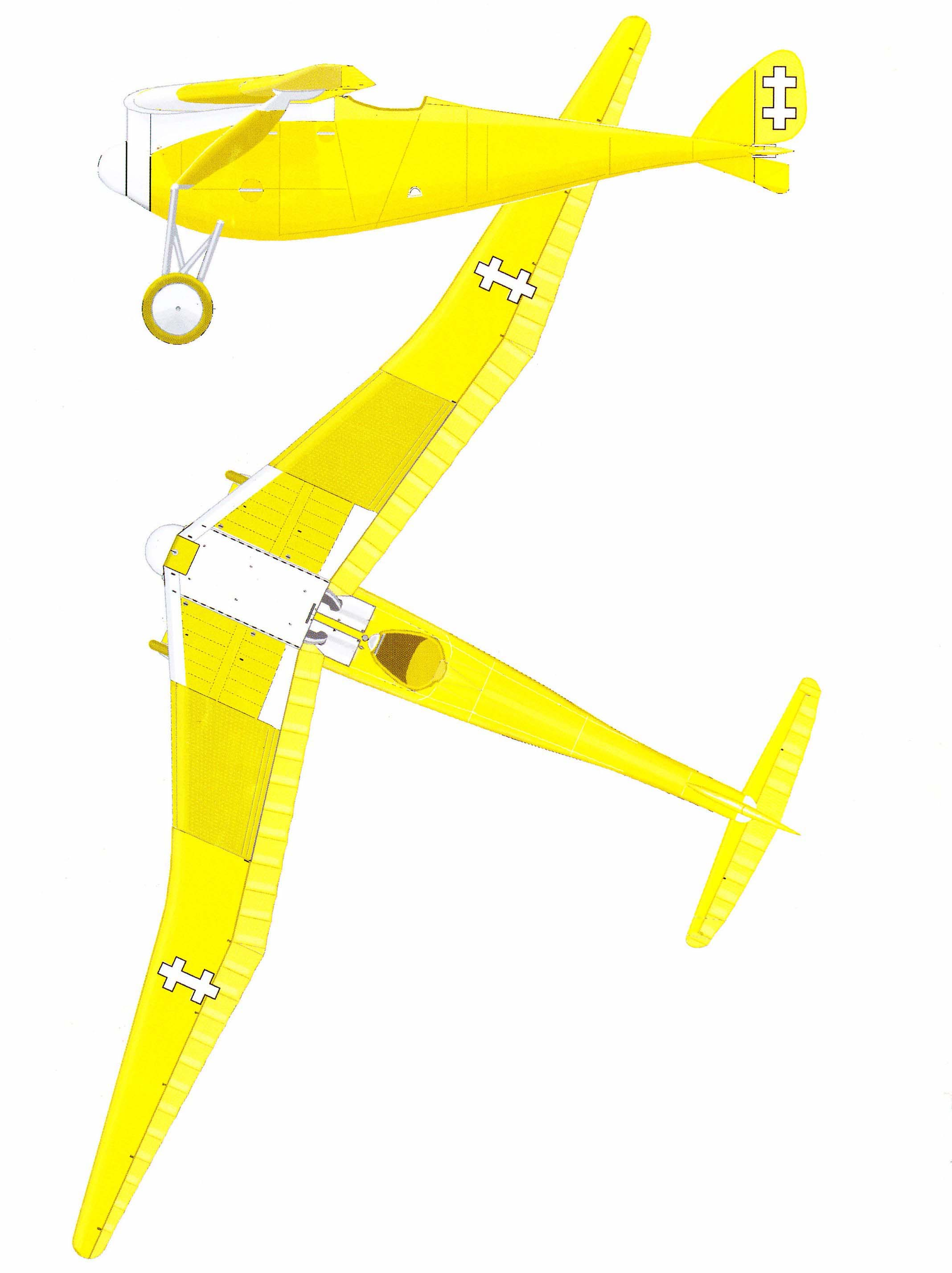
Schèma de Dobi-III

Après le premier vol d'essai en 1924 l'avion a été endommagé et réparé qu'en 1926.
Lors du vol d'essai suivant, en 1926 le 8 juin, l'avion piloté par J. Dobkevičius heurte un chêne à l'atterrissage et s'écrase. J. Dobkevičius est décédé à l'hôpital des suites de ses blessures.

#### Caractéristiques
- L’équipage: 1

- Longueur: 6,4 m
- Envergure: 12,5 m
- Moteur: BMW III A,185 CV
- Vitesse maximale: 250 km/h
- Hauteur maximale: 3,8 km

## Lituanica

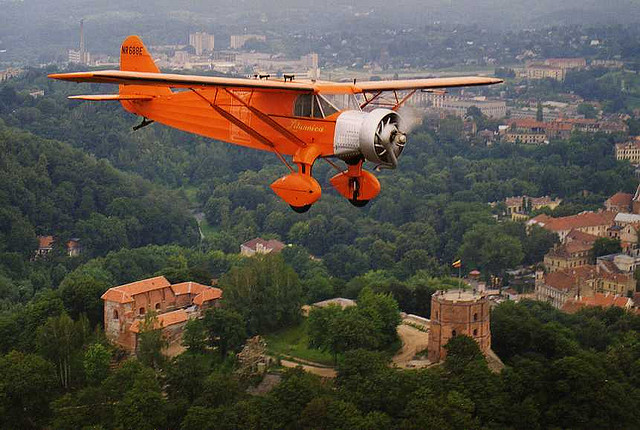
Réplique de Lituanica au-dessus de Vilnius en 1993

Lituanica était un avion expérimental piloté par les lituaniens Steponas Darius et Stasys Girėnas, qui a réussi à traverser avec succès l'océan Atlantique en 1933, mais qui s'est écrasé dans des circonstances obscures, à moins d'un dixième du chemin restant jusqu'à sa destination finale, Kaunas.

### L'avion
Le 18 juin 1932, deux pilotes expérimentés Steponas Darius et Stasys Girėnas ont acheté pour 3 200 dollars un avion de passagers Bellanca CH-300 Pacemaker à six places dans les ateliers de la compagnie aérienne Bellanca. S. Darius avait déjà volé avec cet avion depuis trois ans. Comme l'avion ne convenait pas pour un vol longue distance, un nouveau moteur, des réservoirs de carburant supplémentaires, des instruments de mesure étaient nécessaires, pour un coût d'environ 3 000 dollars, que les deux hommes n'avaient pas. En 1932, une crise économique faisait rage dans le monde entier et aucun mécène ne s'est présenté pour financer le vol.
Un comité de soutien a été créé pour collecter des fonds, des journées d'aviation ont été organisées au cours desquelles les pilotes ont volé avec les participants. Au cours des célébrations de l'aviation en 1932, d'autres événements ont été organisés, et un fonds de vol a été créé grâce aux dons des sponsors, pour un total de 4 200 dollars.
Le 15 avril, le journaliste A. Vaivada du journal Naujienos a proposé de nommer l'avion Lituanica (Lituanie en latin), un nom qui a plu à tout le monde.
Le 24 avril, la préparation du vol a été achevée, et l'avion Lituanica avait 3 541 litres de carburant et 145 litres d'huile dans ses réservoirs. Avec ces réserves, l'avion pourrait voler jusqu'à Kaunas et encore 800 km. Un nouveau moteur en étoile de neuf cylindres de 365-388 CV de la société Wright a été installé, une nouvelle hélice a été fabriquée, les ailes de l'avion ont été rallongées. Tout l'avion a été recouvert d'une nouvelle toile, peint en orange et a reçu un nouveau numéro d'immatriculation - NR 688E. Les pilotes n'avaient ni radio ni parachutes, car l'avion était déjà surchargé.

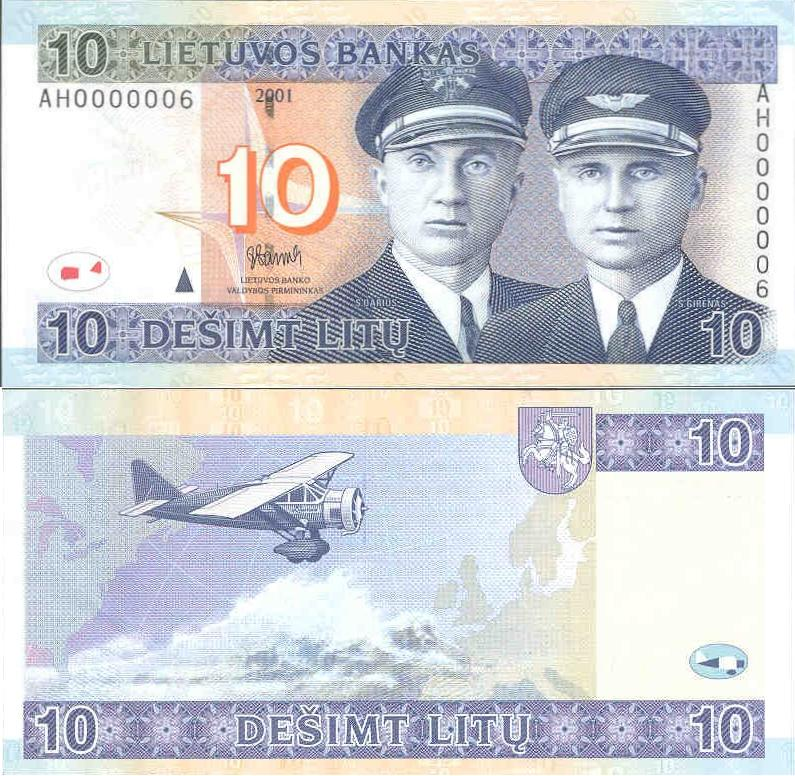
Billet de 10 Litas avec les deux pilotes et l'image du vol

Il a été officiellement reconnu que le Lituanica avait tous les instruments de navigation nécessaires et avait été préparé correctement pour le vol. La plupart des autres pionniers transatlantiques de l'époque ont volé avec des avions Bellanca identiques.
| Longueur                           | 8,45   | m    |
| Zone des ailes                     | 27.5   | m²   |
| Envergure                          | 15.24  | m    |
| Vitesse moyenne                    | 194.6  | km/h |
| Vitesse maximale                   | 249    | km/h |
| Hauteur maximale                   | 6096   | m    |
| Poids de l'avion vide              | 1203   | kg   |
| Poids de l'avion chargé            | 3668   | kg   |
| Capacité du réservoir de carburant | 3636.8 | l    |
| Capacité du réservoir d'huile      | 159    | l    |

### Les pilotes

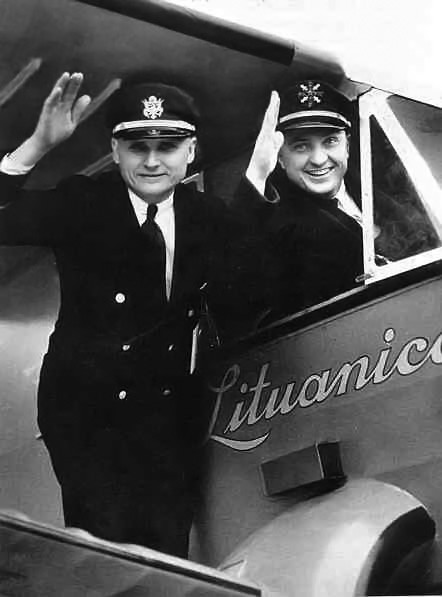
Steponas Darius (en cocpit) et Stasys Girėnas avant le vol transatlantique de Lituanica en juillet 1933

Steponas Darius et Stasys Girėnas étaient des pilotes lituaniens, émigrés aux États-Unis, qui ont réalisé un vol significatif dans l'histoire de l'aviation mondiale. Le 15 juillet 1933, ils ont traversé l'océan Atlantique, parcourant une distance de 3 984 miles (6 411 kilomètres) sans escale, en 37 heures et 11 minutes (107,1 mph).
En termes de comparaison, en ce qui concerne la distance des vols sans escale, leur résultat ne se classait qu'au deuxième rang derrière celui de Russell Boardman et John Polando, et au quatrième rang en termes de durée de vol à l'époque. Bien que Darius et Girėnas n'aient pas eu d'équipement de navigation et aient volé dans des conditions météorologiques défavorables, le vol a été l'un des plus précis de l'histoire de l'aviation. Il égalait, voire surpassait, le vol classique de Charles Lindbergh. Lituanica a également transporté le premier envoi de courrier aérien transatlantique de l'histoire.

### Le vol

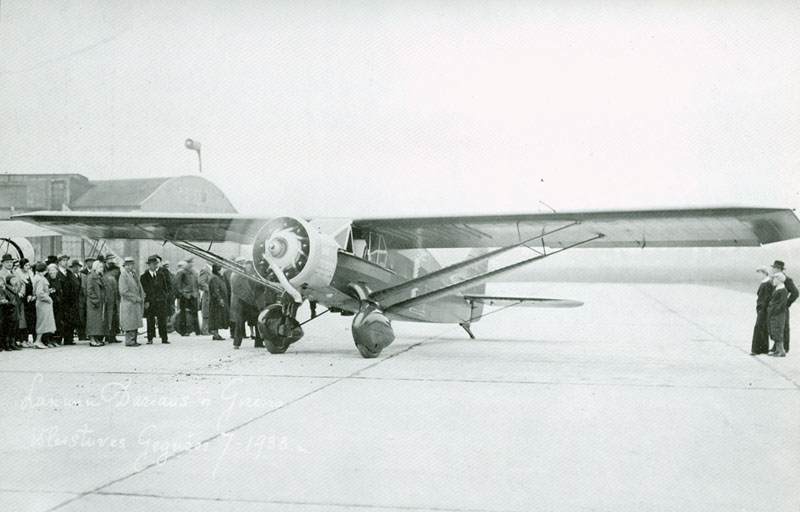
Quelques instants avant le départ

Un avion ordinaire et non modifié de cette taille ne peut pas parcourir une distance comparable (par exemple, le Cessna 152 a une portée de 1200 km), même aujourd'hui. Le vol revêtait également une importance scientifique et technologique car il explorait les flux d'air et les capacités de ce type d'aéronef. Dans leur dernière lettre, les pilotes ont écrit qu'un vol réussi ou une catastrophe éventuelle serait suffisamment précieux et significatif pour justifier de voler dans les deux cas.

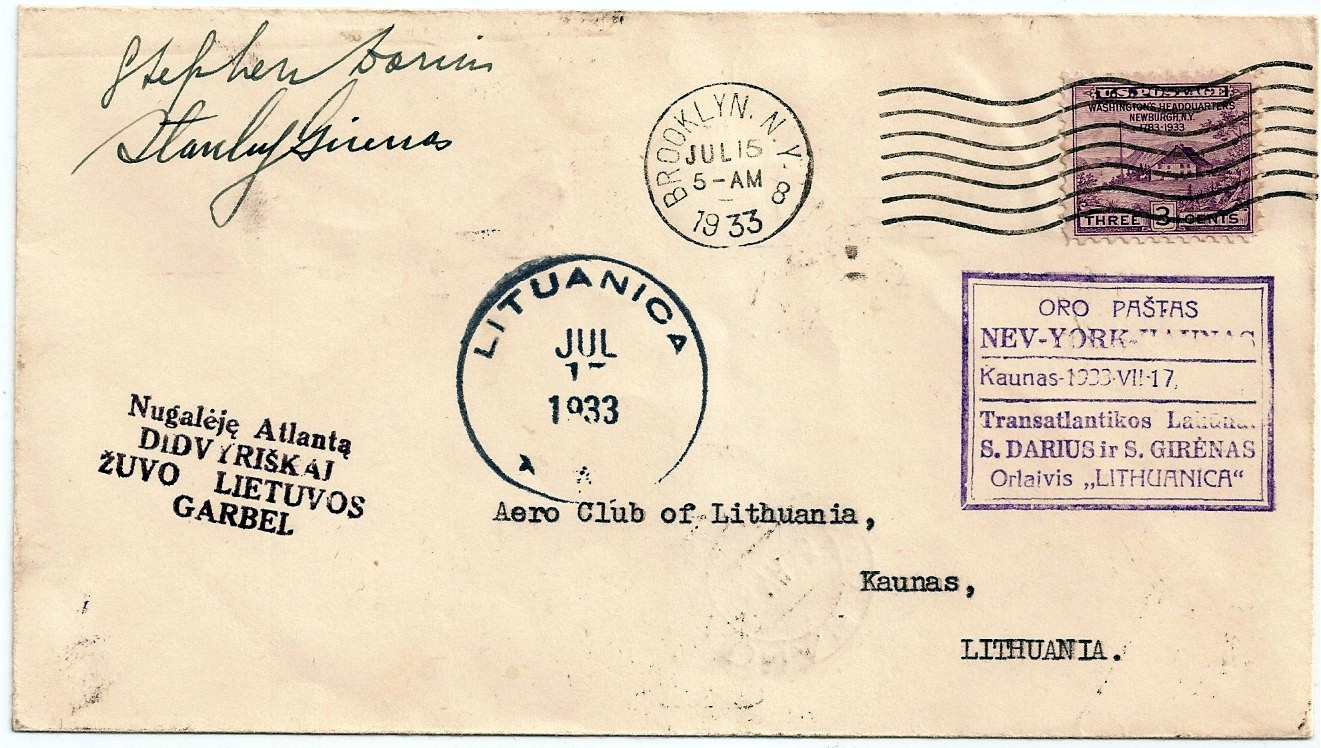
Couverture de vol dédicacée par les pilotes Steponas Darius & Stasys Girenas du malheureux 1933 Lituanica

Après avoir décollé de l'aérodrome de Floyd Bennett à New York le 15 juillet 1933 à 6h24 (heure de l'Est), Darius et Girėnas ont réussi à traverser l'Atlantique pour périr le 17 juillet à 0h36 (heure d'Europe centrale) près du village de Kuhdamm, près de Soldin, en Allemagne (maintenant Pszczelnik, près de Myślibórz, Pologne: 52°51'11.57"N 14°50'17.78"E). L'itinéraire prévu était le suivant: New York – Terre-Neuve – océan Atlantique – Irlande – Londres – Amsterdam – Swinemünde – Königsberg – aéroport de Kaunas (soit un total de 7 186 km). En raison des conditions météorologiques en Irlande, ils ont dévié vers le nord et ont atteint l'Allemagne en passant par l'Écosse et la mer du Nord. En 37 heures et 12 minutes, jusqu'au moment de l'accident, ils avaient parcouru 6411 km (plus de 7000 km en suivant le trajet réel du vol), ne manquant que de 636 km de leur objectif, Kaunas.

Le vol de S. Darius et S. Girėnas est significatif dans l'histoire de l'aviation car c'était le deuxième vol sans escale le plus long à l'époque. Malgré de mauvaises conditions météorologiques, l'absence de radio, d'autopilote et de parachutes, ils ont volé avec une précision supérieure à celle des pilotes d'autres pays équipés des moyens de navigation les plus modernes. Leur vol est le deuxième le plus précis de l'histoire de l'aviation. Ce vol a ouvert la voie à la poste aérienne entre l'Amérique et l'Europe. Le périple des pilotes et leur tragique décès ont inspiré de nombreux poètes, écrivains, artistes, sculpteurs et musiciens.

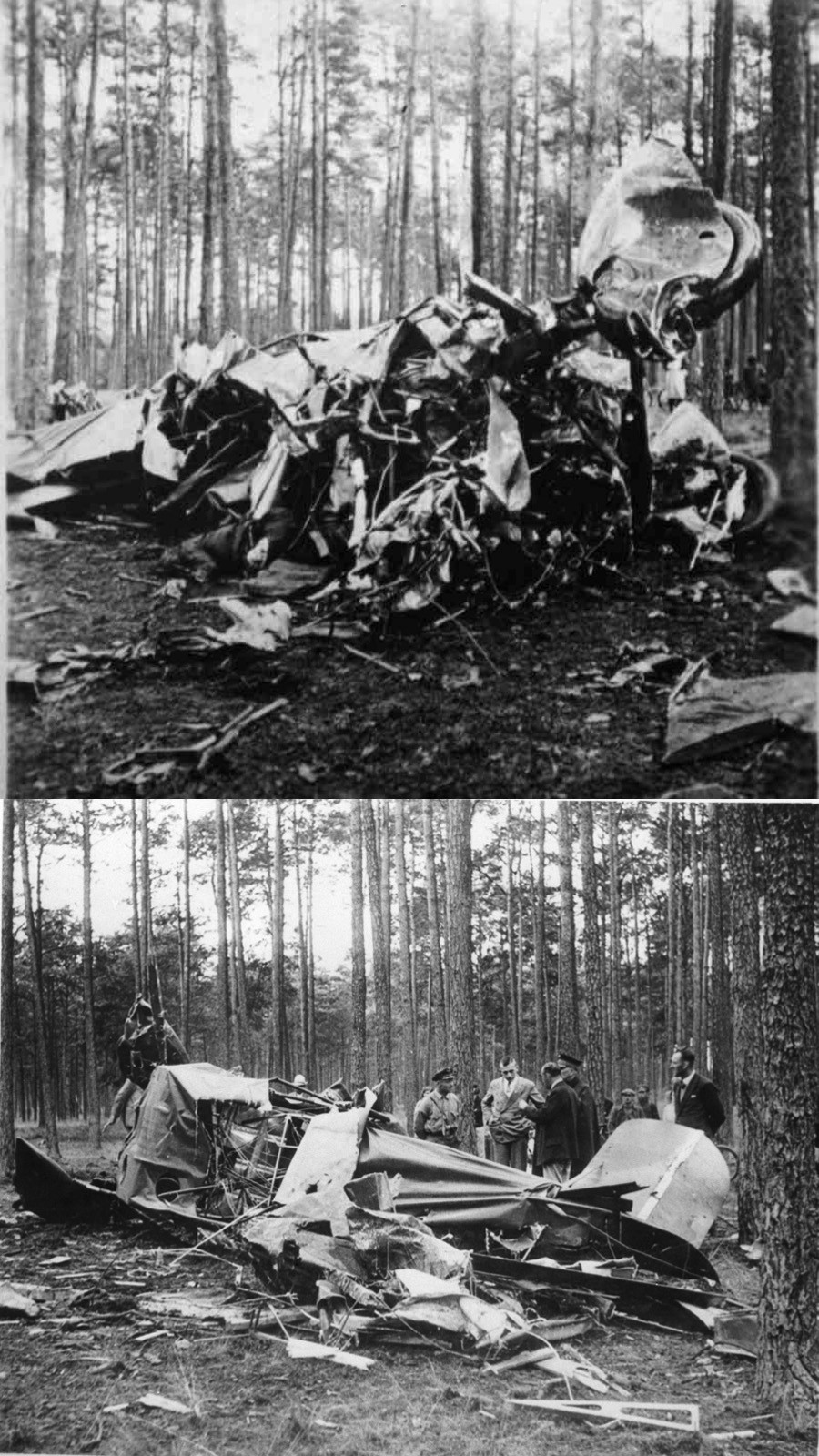
Lituanica sur le site du crash

### Causes possibles de l'accident
Une commission d'enquête lituanienne a été nommée pour déterminer la cause de l'accident. Elle a conclu que les pilotes étaient qualifiés et que l'avion était correctement équipé. Ils ont ajouté que la partie la plus difficile du vol avait été exécutée avec une grande précision. La commission a conclu que lors de l'accident, le moteur de l'avion fonctionnait (l'hélice tournait) et qu'il y avait suffisamment de carburant à bord.
Certaines sources mentionnent une erreur de pilotage, mais les deux pilotes étaient très expérimentés. Darius n'avait jamais été impliqué dans un accident au cours de sa carrière de pilote. En 1931, Girėnas avait remporté le premier prix lors d'un festival de vol à Chicago en planant avec son avion et en atterrissant avec un moteur en panne.
Selon la commission, la catastrophe est survenue en raison de conditions météorologiques difficiles combinées à des défauts du moteur. Le crash était très probablement le résultat d'un atterrissage d'urgence raté. Des rumeurs et des suspicions ont circulé dans certains milieux selon lesquelles l'avion aurait été abattu par erreur en raison de sa proximité avec un camp de concentration et en étant pris pour un avion espion. Les autopsies des pilotes n'ont révélé aucune trace de balles. Cependant, toutes les pièces de l'avion n'ont pas été restituées au gouvernement lituanien.

## ANBO

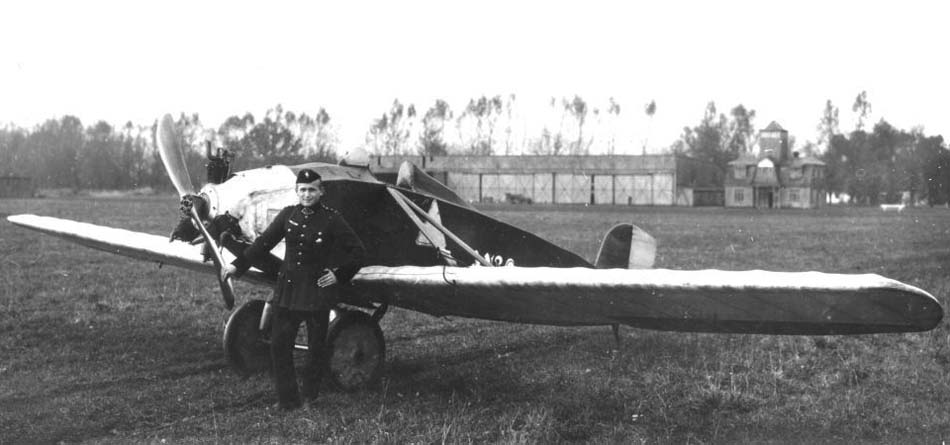
A. Gustaitis à l'ANBO-I

ANBO - avions conçus par  ingénieur aéronautique lituanien, Antanas Gustaitis, et fabriqués dans les ateliers de Karo Aviacijos Tiekimo Skyrius.
ANBO -  est un acronyme pour Antanas veut être dans les airs (Antanas Nori Būti Ore en lituanien).

### Histoire
L'initiative d'A. Gustaitis en 1925 a conduit à la création, à la fabrication et aux essais de l'avion ANBO-I. En 1927, l'ANBO-II a pris son envol. A. Gustaitis a continué à améliorer la conception et à créer des avions de plus en plus grands et modernes. Ses avions de fabrication étaient utilisés pour la formation et l'entraînement, tandis que les modèles ultérieurs étaient destinés à des fins militaires. Au total, entre 1925 et 1939, 66 types d'avions différents ont été fabriqués.
À l'été 1934, un groupe de pilotes militaires dirigé par le concepteur A. Gustaitis a effectué un vol circulaire en Europe avec trois avions ANBO-IV, en suivant un itinéraire prédéfini.
Les passionnés de l'aviation en Lituanie se sont engagés à reconstruire les répliques des avions ANBO. En 2007, Mantas Butkus de Panevėžys s'est lancé dans la restauration de l'ANBO-I, tandis qu'en 2012, les fondateurs de l'association "ANBO eskadrilė", T. Kalinauskas et A. Šabrinskas, ont entrepris de reconstruire l'ANBO-II et l'ANBO-III. La réplique de l'ANBO-II a volé pour la première fois en 2016, et des plans sont en cours pour la reconstruction de l'ANBO-III.

### Données techniques des ANBO
Les avions produits étaient des structures semi-métalliques avec des moteurs refroidis par air. Le fuselage était constitué de tubes en duralumin soudés ou rivetés, recouverts de tissu, tandis que l'avant de la cabine était recouvert d'une tôle en duralium. Les ailes étaient construites en bois, recouvertes de tissu ou de contreplaqué.
|                               | ANBO-I         | ANBO-II              | ANBO-III                        | ANBO-IV                 | ANBO-41          | ANBO-V               | ANBO-51         | ANBO-VI              | ANBO-VIII  |
| ----------------------------- | -------------- | -------------------- | ------------------------------- | ----------------------- | ---------------- | -------------------- | --------------- | -------------------- | ---------- |
|                               | avion de sport | avion d'entraînement | avion d'entraînement et liaison | avion de reconnaissance | avion de liaison | avion d'entraînement | amélioré ANBO-V | avion d'entraînement | bombardier |
| La puissance du moteur (ch)   | 30             | 60                   | 120                             | 650                     | 1010             | 145                  | 160             | 185                  | 1010       |
| La masse de l'avion vide (kg) | 190            | 395                  | 556                             | 1565                    | 1400             | 510                  | 680             | 720                  | 2300       |
| La masse en vol (kg)          | 300            | 610                  | 800                             | 2250                    | 2300             | 820                  | 950             | 1070                 | 3700       |
| L'envergure des ailes (m)     | 10             | 10,72                | 10,55                           | 13,2                    | 13,24            | 11,35                | 11,35           | 10,60                | 13,5       |
| La surface alaire (m²)        | 11,40          | 18,60                | 18,2                            | 29                      | 29               | 20,65                | 20,65           | 18,3                 | 26,2       |
| La longueur du fuselage (m)   | 5,75           | 6,75                 | 6,5                             | 8,8                     | 8,84             | 7,3                  | 7,3             | 7,25                 | 9,5        |
| La vitesse maximale (km/h)    | 143            | 155                  | 180                             | 302                     | 360              | 180                  | 200             | 198                  | 405        |
| Plafond (m)                   | 4200           | 3500                 | 4500                            | 8000                    | 8000             | 4000                 | 4000            | 4500                 | 9000       |

## Lituanica II

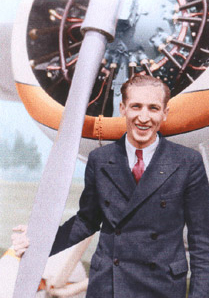
Feliksas Vaitkus

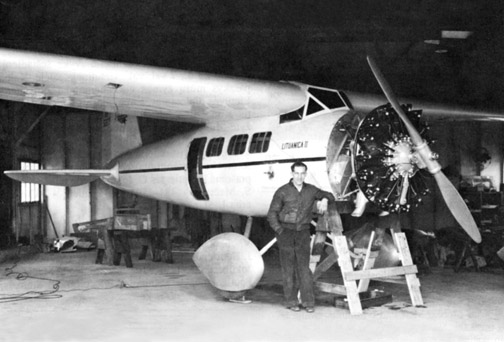
Feliksas Vaitkus et Lituanica II, 1935

Lituanica II - l'avion avec lequel le pilote lituanien Feliksas Vaitkus en 21-22 septembre 1935 traversait l'Atlantique de New York à Kaunas.

### Histoire
Lituanica II était un monoplan à aile haute de 8 places, Lockheed L 5B Vega, avec le numéro de série d'usine 134 et le numéro d'immatriculation civile NC 926 Y. Il a été acheté pour 15 000 dollars, transformé en monoplace et renommé Lituanica II pour souligner que F. Vaitkus répétait le vol de S. Darius et S. Girėnas. Le vol a été organisé et promu par le rédacteur en chef du journal "Naujienos", Pijus Grigaitis.Un moteur de 478 kW avec une hélice à pas variable a été installé lors de la refonte de l'avion. Lituanica II était équipé d'une boussole radio fonctionnant dans un rayon de 800 km, d'un récepteur radio fonctionnant entre 550 et 1500 kHz, ainsi que d'autres instruments de navigation modernes de l'époque. Dans les 21 heures 30 minutes dans des conditions météorologiques défavorables, Feliksas Vaitkus a parcouru 5100 km avec cet avion et n'a atterri en Irlande qu'en raison de dysfonctionnements.
L'avion a été acheté pour l'aviation militaire de l'armée lituanienne et utilisé comme avion d'entraînement. Était stationné à l'aérodrome de Zokniai.
Après que l'URSS a occupé la Lituanie et aboli l'aviation militaire lituanienne, Lituanica II est devenue la cible des pilotes soviétiques sur le terrain d'entraînement de Šilėnai.